# スローハンド
株式会社スローハンド（英: SlowHand Corporation.）は、東京都渋谷区富ヶ谷に本社を置くテレビ制作プロダクション。
情報番組・ドキュメンタリー番組の制作を主な事業としている。制作する番組の評価は高く、『ハイビジョン特集 しあわせのカタチ～脚本家・木皿泉　創作の‟世界” 』『ハイビジョン特集 立川談志 71歳の反逆児』『NHKスペシャル 終戦 なぜ早く決められなかったのか』『NHKスペシャル いのち 瀬戸内寂聴 密着500日』『プロフェッショナル 仕事の流儀 庵野秀明スペシャル』などで文化庁芸術祭優秀賞、ギャラクシー賞テレビ部門優秀賞、ATP賞グランプリ、など数々の賞を受賞している。

## 主な制作番組
- 突撃!隣の晩ごはん（日本テレビ）
- 情熱大陸（毎日放送）
- 金曜プレステージ（フジテレビ）
- NONFIX（フジテレビ）
- 熱中時間（NHK）
- ハイビジョン特集（NHK）
- にんげんドキュメント（NHK）
- NNN Newsリアルタイム（日本テレビ）「リアル特集」
- 情報エンタメLIVE ジャーナる!（フジテレビ・関西テレビ）
- プロフェッショナル 仕事の流儀 (NHK)
- アナザーストーリーズ 運命の分岐点
- 美と若さの新常識 カラダのヒミツ (NHK)
- トークバラエティ 密会レストラン (NHK)
- 連続ドキュメンタリー RIDE ON TIME (フジテレビ)
- もふもふモフモフ (NHK)
- ヒューマニエンス 40億年のたくらみ
- ヒューマニエンスQ（クエスト）
- 出川哲朗のクイズほぉ～スクール (NHK)